# Abdelaziz Charkaoui Hajri
Abdelaziz (Aziz) Charkaoui Hajri (Tanger (Marokko), 1951) is een voormalig Belgisch politicus voor de CVP. In 1995 werd hij schepen in Roeselare en hiermee de eerste schepen van allochtone afkomst in Vlaanderen.

## Biografie
Charkaoui werd geboren in Marokko. Hij ging al op achtjarige leeftijd uit werken. Als jonge man verliet hij Marokko voor Gibraltar waar hij voor het Britse leger werkte. In 1972 trok hij met de internationale KAJ naar Straatsburg en daarna naar België, waar hij uiteindelijk in Roeselare belandde. Hij volgde er een opleiding tot meubelmaker en kwam er in contact met de KAJ en het ACW.
In 1978 huwde hij en verwierf hij de Belgische nationaliteit. Hij werd vader van Naima Charkaoui en bekeerde zich tot het christendom. Hij engageerde zich in het ACW en werd in 1988 gevraagd aan de gemeenteraadsverkiezingen deel te nemen en werd verkozen. In 1994 werd hij herkozen op de kartellijst VCV (CVP en Volksunie) en kon hij met zijn aantal voorkeurstemmen een schepenzetel van het ACW opeisen. De partij koos er uiteindelijk voor om zijn mandaat te delen met Griet Coppé omdat er geen vrouw in het college meer zat. Charkaoui werd eerst schepen van 1995 tot begin 1998 en was bevoegd voor jeugd, gezin, emancipatie en ontwikkelingssamenwerking. Hij werd daarmee de eerste schepen van allochtone afkomst in Vlaanderen en werd hiervoor gehonoreerd op het koninklijk paleis. Dit zorgde voor heel wat weerstand, onder meer vanuit de oppositiepartij Vlaams Blok.
Charkaoui bleef tijdens zijn schepenmandaat verder werken als arbeider. Na de overdracht van het schepenmandaat bleef hij in de gemeenteraad zetelen. Aziz werd in 2000 en 2006 vlot herkozen en bleef steeds gemeenteraadslid. In 2012 besloot hij niet meer op te komen.